# Institut d'urbanisme de Grenoble
Pour les articles homonymes, voir IUG.
Vous pouvez aider à l'améliorer ou bien discuter des problèmes sur sa page de discussion.
- Il ne s’appuie pas, ou pas assez, sur des sources secondaires ou tertiaires. (Marqué depuis juillet 2021)
- Son ton est trop promotionnel ou publicitaire, voire hagiographique. Le texte doit adopter un ton neutre et encyclopédique. (Marqué depuis juillet 2021)

- Archive Wikiwix
- Bing
- Cairn
- DuckDuckGo
- E. Universalis
- Gallica
- Google
- G. Books
- G. News
- G. Scholar
- Persée
- Qwant
- (zh) Baidu
- (ru) Yandex
- (wd) trouver des œuvres sur Wikidata

L'Institut d'urbanisme de Grenoble (IUG) est situé dans les bâtiments de la "Cité des territoires" au 14 avenue Marie-Reynoard à Grenoble. Créé en 1970, l'institut spécialisé dans les thèmes des mutations urbaines et de la planification urbanistique est une unité de formation et de recherche de l'université Grenoble-Alpes (anciennement rattachée à l'université Pierre-Mendès-France avant la fusion des trois universités grenobloises). 
Au 1er septembre 2017, il fusionne avec l'Institut de géographie alpine (IGA) pour devenir l'Institut d'Urbanisme et de Géographie Alpine (IUGA). 

## Enseignements
L'IUG dispense une formation complète en urbanisme et en aménagement du territoire. Il propose aux étudiants un cursus complet de formation allant de la licence, au master puis au doctorat dans le champ de l'urbanisme, du projet urbain et de l'aménagement dans les pays en développement.

### Licence
La licence Géographie et aménagement propose une formation au territoire interdisciplinaire mise en œuvre par l'Institut d'Urbanisme de Grenoble et l'Institut de géographie alpine. Un parcours urbanisme est mis en place dès la seconde année (L2) avec l'atelier de diagnostic et projet urbain ainsi que des cours disciplinaires en urbanisme qui accompagnent les cours de tronc commun. Un enseignement d'atelier est organisé pour chacun des semestres d'enseignement : les étudiants travaillent par petits groupes sous la responsabilité de deux enseignants autour d'une commande formulée par un maître d'ouvrage.

### Master
Le master urbanisme et aménagement associe les équipes enseignantes de l'Institut de géographie alpine, de l'Institut d'urbanisme de Grenoble et de l'École nationale supérieure d'architecture de Grenoble. Il bénéficie de collaboration des unités de formation et de recherche en génie civil et en économie.
Les parcours proposés à l'Institut d'Urbanisme sont Urbanisme et projet urbain (UPU), Urbanisme et coopération internationale (UCI),  Design Urbain (DU), International Cooperation in Urban Planning (ICUP) - Master anglophone.

### Doctorat
Le doctorat « urbanisme » est une formation à la recherche d'une durée de trois ans (avec une année supplémentaire éventuelle). Les doctorants sont accueillis dans le cadre de l'équipe « urbanisme et aménagement » (rattachée au laboratoire Pacte).
Les diplômes délivrés sont reconnus par l'Association pour la Promotion de l'Enseignement et de la Recherche en Urbanisme (APERAU) et par l'Association of European Schools of Planning (AESOP). Ils permettent d'accéder à la qualification au métier d'urbaniste, mise en place par l'Office Public de Qualification en Urbanisme (OPQU).

## Centre de documentation
Le centre de documentation de l'Institut d'urbanisme de Grenoble a été créé en 1970. Spécialisé dans les domaines de l'urbanisme, du projet urbain, de l'aménagement, du développement territorial et de la gestion des collectivités territoriales, il fournit aux différents usagers (étudiants, enseignants, chercheurs, professionnels de l'urbanisme) à la fois une documentation générale (dont de nombreux ouvrages ou revues en langues étrangères) et une documentation locale (région Rhône-Alpes).

## Recherche

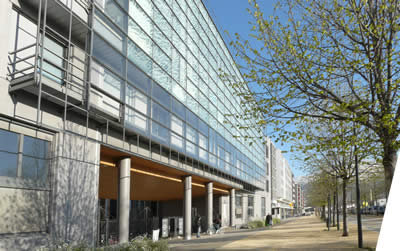
La cité des territoires, site d’implantation de l'IUG

### Laboratoire Pacte de recherche en sciences sociales
Le laboratoire Pacte, est une unité mixte de recherche du CNRS, de Sciences Po Grenoble et de l’université Grenoble-Alpes, qui rassemble les politistes, les géographes et les  urbanistes, ainsi que des sociologues du site grenoblois. Elle accueille aussi des économistes, des juristes et des historiens.
Axes de Recherches des chercheurs de l'IUG
- Mutations urbaines et recompositions territoriales
- Cadres et référents de la pensée et l'action urbanistiques
- Pratiques d'habiter et représentations de la ville
- Développement local et mondialisation

### Structure fédérative de recherche Territoires en Réseaux
La structure fédérative de recherche Territoires en Réseaux est une composante de recherche constituée par des unités de recherche s’inscrivant dans la thématique « Territoires » définie par le contrat d’établissement. Elle réunit des membres de plusieurs laboratoires grenoblois assurant ainsi une pluridisciplinarité des approches. Sa mission essentielle est l’organisation et la gestion des projets pluridisciplinaires et transversaux.
Compte tenu de son caractère interdisciplinaire, la Structure Fédérative de Recherche a pour objectif, de développer des recherches innovantes, d’en valoriser les retombées et de nourrir les formations universitaires existantes ou en projet.

## Associations d'étudiants

### Urba&Co
Le but de l'association est de promouvoir et de valoriser le métier d'urbaniste mais également les formations qui y mènent. Ainsi, par le biais de grands événements comme le Printemps des Urbanistes, mêlant rencontres avec des professionnels, balades urbaines et conférences/débats, nous souhaitons donner aux étudiants les clés nécessaires à leur insertion professionnelle. En collaboration avec le Conseil National des Jeunes Urbanistes, ce travail est complété et rendu visible au niveau national.

### BDE Urbacom IUG
Association de tous les étudiants de l'Institut d'Urbanisme de Grenoble qui a pour vocation d'animer la Cité des Territoires, en organisant différentes manifestations. 

### Alumni IUG
L'Alumni de l'Institut d'Urbanisme de Grenoble est l'association des diplômes de l'IUG. Elle tend à créer et consolider le réseau des professionnels issus de cette formation. Elle participe également à l'animation du réseau étudiants par le biais d'événement axés sur les métiers, la recherche d'emploi et d'alternance et le réseau professionnel. Depuis 2016, l'équipe de l'Alumni est responsable des cours d'insertion professionnelle au sein du Master 1 de l'IUG.

### City Trotters
Cette association a pour vocation d’organiser les ateliers à l'international dans le cadre du Master Urbanisme Habitat et Coopération Internationale. Pour cela, des événements sont organisés pour la promotion de l'urbanisme et sa dimension international (conférence, exposition, semaine cuisine du monde, Etc.) afin de récolter des fonds pour financer les ateliers à l’international. Composé uniquement d’étudiants du master UHCI, elle cherche également à créer des liens entre les différentes promotions du Master.

### Urbagreen IUG
L'association a été créée pour promouvoir l’agriculture urbaine ; gérer, entretenir et faire évoluer le jardin hors sol installé au sein de la Cité des Territoires. La finalité est de récolter les produits du jardin afin d’organiser des repas gratuits au sein de la Cité des Territoires.

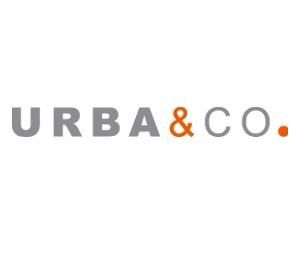
Logo de l'association Urba&Co
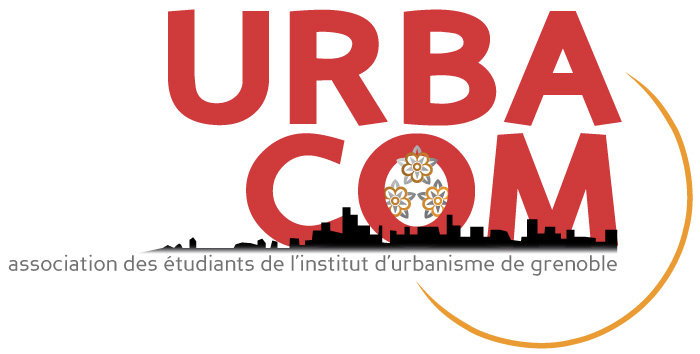
Logo du BDE Urbacom IUG
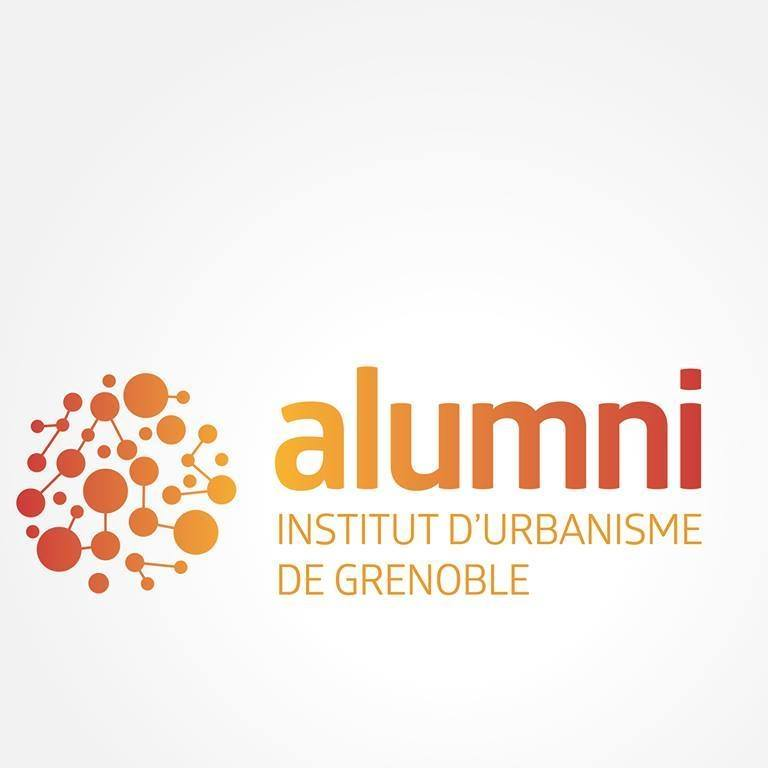
Logo de l'association Alumni IUG